# کانی گراوان

## مشخصات
کانی گراوان جاذبهٔ طبیعی، گردشگری در شهرستان سردشت واقع در استان آذربایجان غربی است. این جاذبه که یک چشمه و سنگ بزرگ آهک بوده در فاصلهٔ ۲ کیلومتری ربط قرار گرفته‌است. کانی در زبانه کُردی به معنی چشمه و گراوان به معنی آب سنگین است.
ارتفاع سازه آهکی و رنگارنگ گراوان ۲۰ متر بوده که از دوردست قابل مشاهده است. این سازه آهکی مخروطی که در طول زمان شکل آن تغییر یافته و املاح روی آن انباشته شده‌است. آب چشمه به دلیل وجود املاح زیاد، قابل خوردن نیست و از آن بیشتر برای خواص درمانی استفاده می‌شود. کانی گراوان هرساله پذیرای گردشگران داخلی و خارجی است.